# Titanoeca americana
Titanoeca americana är en spindelart som beskrevs av James Henry Emerton 1888. Titanoeca americana ingår i släktet Titanoeca och familjen stenspindlar. Inga underarter finns listade i Catalogue of Life.